# Claudiu Keșerü
Claudiu Andrei Keșerü (Nagyvárad, 1986. december 2. –) visszavonult román labdarúgó. A román U21-es labdarúgó-válogatott volt csapatkapitánya.

## Statisztika

### Válogatott góljai
|     | Időpont            | Helyszín                                | Ellenfél   | Gólok | Eredmény | Kiírás                                     |
| --- | ------------------ | --------------------------------------- | ---------- | ----- | -------- | ------------------------------------------ |
| 1.  | 2013. október 11.  | Estadi Comunal, Andorra la Vella        | Andorra    | 1–0   | 4–0      | 2014-es labdarúgó-világbajnokság-selejtező |
| 2.  | 2014. november 18. | Nemzeti Stadion, Bukarest               | Dánia      | 1–0   | 2–0      | Barátságos mérkőzés                        |
| 3.  | 2014. november 18. | Nemzeti Stadion, Bukarest               | Dánia      | 2–0   | 2–0      | Barátságos mérkőzés                        |
| 4.  | 2015. március 29.  | Ilie Oană Stadion, Ploiești             | Feröer     | 1–0   | 1–0      | UEFA Euro 2016 selejtező, F csoport        |
| 5.  | 2016. június 3.    | Nemzeti Stadion, Bukarest               | Grúzia     | 5–1   | 5–1      | Barátságos mérkőzés                        |
| 6.  | 2017. október 5.   | Ilie Oană Stadion, Ploiești             | Kazahsztán | 3–1   | 3–1      | 2018-as vb-selejtező                       |
| 7.  | 2018. november 17. | Ilie Oană Stadion, Ploiești             | Litvánia   | 2–0   | 3–0      | 2018–2019-es UEFA Nemzetek Ligája          |
| 8.  | 2019. március 23.  | Friends Arena, Solna                    | Svédország | 1–2   | 1–2      | 2020-as Eb-selejtező                       |
| 9.  | 2019. március 26.  | Constantin Rădulescu Stadion, Kolozsvár | Feröer     | 2–0   | 4–1      | 2020-as Eb-selejtező                       |
| 10. | 2019. március 26.  | Constantin Rădulescu Stadion, Kolozsvár | Feröer     | 3–0   | 4–1      | 2020-as Eb-selejtező                       |

## Magánélete
Édesapja, Andrei Claudiu Keserü, maga is labdarúgó volt. Annak ellenére, hogy nagyapja révén magyar származású és a számottevő magyar lakossággal rendelkező Nagyváradon nevelkedett, magyarul nem beszél. Felesége gyermekkori szerelme, Laura Keșerü.

## Sikerei, díjai

### Klub
- Steaua București
  - Liga I: 2013–14, 2014–15
  - Román kupa: 2014–15
  - Román ligakupa: 2014–15

- Ludogorets Razgrad
  - Bolgár bajnok: 2015–16, 2016–17, 2017–18, 2018–19, 2019–20, 2020–21
  - Bolgár szuperkupa: 2018, 2019